# Aegidius Strauch I.

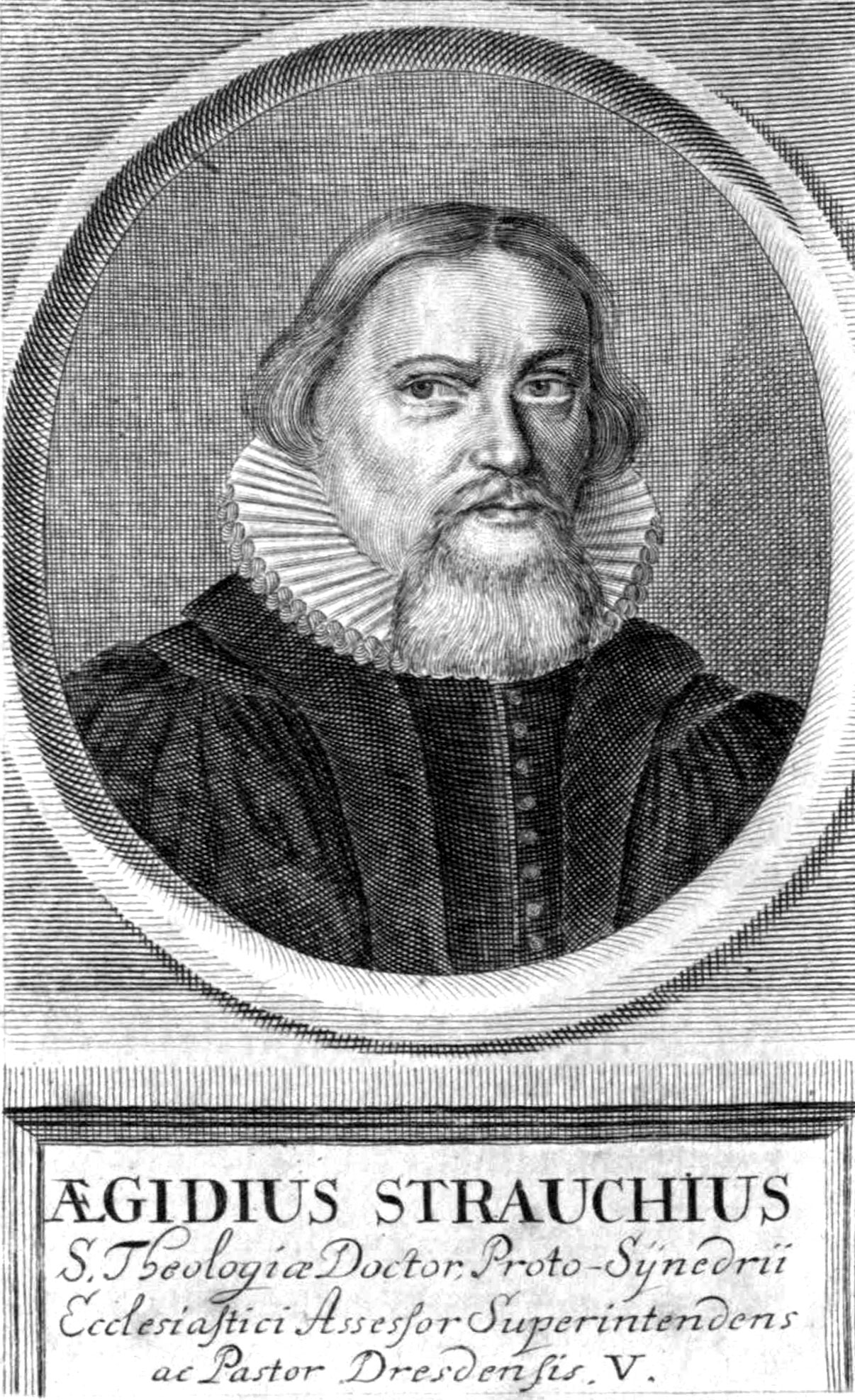
Aegidius Strauch, Superintendent Oschatz, Delitzsch, Merseburg und Dresden

Aegidius Strauch (* 22. Juni 1583 in Wittenberg; † 22. Januar 1657 in Dresden) war ein deutscher lutherischer Theologe.

## Leben
Strauchs Vater Ägidius Strauch († 30. Dezember 1597 in Wittenberg) stammte aus Brabant, von wo er in den 1550er Jahren aufgrund seines evangelischen Glaubens flüchten musste. Er hatte als Handelsmann das Bürgerrecht in Wittenberg erworben und sich in dritter Ehe mit Gertraud Plateiß vermählt. Genauso wie sein Bruder Johann wurde er in frühster Jugend zum Lernen angehalten, und selbst nach dem Tod seines Vaters wurde dafür gesorgt, dass er seine Ausbildung fortsetzen konnte. Bereits 1597 besuchte er die Vorlesungen der Professoren an der Universität Wittenberg, wo ihn sein Vater bereits am 11. Oktober 1589 deponiert hatte.
1601 erhielt er ein kurfürstliches Stipendium und erwarb sich bereits am 23. März 1602 den akademischen Grad eines Magisters der Philosophie, unter dem Dekanat des Erasmus Schmidt. Seitdem hielt er Vorlesungen und Disputationen ab, wurde im Mai 1606 als Adjunkt in die philosophische Fakultät aufgenommen. Ursprünglich hatte Strauch ein Studium der theologischen Wissenschaften verfolgt und wurde am 7. November 1609 zur Probepredigt nach Oschatz eingeladen. Dort angekommen, hielt er am 22. Sonntag Trinitatis dieselbe und wurde am 9. Dezember als Superintendent nach Oschatz berufen. Hierzu absolvierte er am 16. Februar 1610 das Lizentiat der Theologie, wurde am 17. Januar 1610 an der Wittenberger Stadtkirche ordiniert und begann am 21. Februar 1610 seine Amtstätigkeit in Oschatz. Gemeinsam mit Abraham Suarinus wurde er am 6. November 1610 zum Doktor der Theologie an der Wittenberger Hochschule gekürt.
Noch im selben Jahr rief ihn am 7. Dezember die Stadt Delitzsch als Superintendenten, was er anfänglich ablehnte, er kam dann aber dem Befehl des sächsischen Kurfürsten mit seiner Ankunft am 28. Februar 1611 nach. Hier wurde er am 26. Juni investiert, blieb drei Jahre im Amt und wurde von Kurfürst Johann Georg I. von Sachsen am 10. Mai 1614 als Stiftssuperintendent von Merseburg berufen. Nachdem er am 21. Juni eingeführt worden war, hielt er am 24. Juni seine Antrittspredigt. Aber nach zwei Jahren bahnte sich der nächste Wechsel an. Kaum mit seiner Familie heimisch geworden, rief ihn 1616 der Rat von Dresden, wo er als Pfarrer zugleich als Kirchenrat, als Oberkonsistorialrat, als Assessor im Oberkonsistorium und als Superintendent der Inspektion Dresden von Matthias Hoë von Hoënegg eingeführt wurde. Spätestens ab 1623 besaß Strauch wohl einen Weinberg in der Lößnitz, da vermutlich für ihn in jenem Jahr dort ein Winzerhaus, das heutige Haus Möbius in Niederlößnitz, errichtet wurde.
Das Predigeramt war für ihn nicht immer leicht, oft zog er sich Erkältungen zu und litt ständig an Koliken. Auch der frühe Tod seiner zwei Kinder traf ihn schwer. 1646 war ihm bei der Kommunion ein Eiszapfen über den Kopf in den linken Schenkel gefallen, woraufhin er immer das linke Bein nachzog. Am 21. September bekam er einen Herzschlag, der ihn linksseitig lähmte. Der Tod seines Kurfürsten soll ihn so sehr mitgenommen haben, dass er dann auch noch die Nahrung verweigerte und nicht schlafen konnte, woran er verstarb.
Er wurde am 12. Februar 1657 auf dem Dresdner Frauenkirchhof in einem Schwibbogengrab beigesetzt, das zum familiären Erbbegräbnis wurde.

## Familie
Strauch heiratete am 20. Januar 1607 in Wittenberg Euphrosya Cranach (* 4. November 1590 in Wittenberg; † 25. März 1665 in Dresden), die Tochter des Augustin Cranach. In jener 50-jährigen Ehe sind sechs Söhne und sechs Töchter geboren worden. Von den Kindern ist bekannt:
- Euphrosyna Strauch (* 24. Oktober 1608 in Wittenberg; † 23. August 1616 in Merseburg, begr. 29. August 1616 St. Maximi, Merseburg)
- Ägidius Strauch (* 5. September 1610 in Oschatz; † 20. April 1643 in Dresden (Pest)), 26. Juni 1628 Universität Wittenberg,[12] Sommersemester 1629 Studium an der Universität Leipzig,[13] 26. März 1634 Mag. phil. Uni. Wittenberg, Dr. med., Arzt in Dresden, ⚭ am 21. August 1642 in Dresden mit Katharina Dorothea Findekeller (auch: Findenkeller; * 17. Januar 1626 in Dresden; † 21. Oktober 1682 in Leipzig),[14] die Tochter des Kaufmanns und Ratsherrn in Dresden Johann Findekeller (* 1. April 1601 in Dresden; † 9. Juli 1632 in ebd.) und dessen Frau Anna Katharina Hübner (* 1606; † 30. August 1632 in Dresden (Pest)). Sie verheiratete sich erneut am 27. Januar 1646 mit dem Leipziger Professor Daniel Heinrici.
- Augustin Strauch (* 25. Oktober 1612 in Delitzsch; † 18. Mai 1674 in Regensburg)
- Euphrosina Elisabeth Strauch (* 18. Januar 1617 in Dresden; † 14. September 1643 ebd.),[15] ⚭ I. am 19. Mai 1634 in Dresden mit dem kurfürstlich sächsischer Leibarzt Dr. med. David Faber († 10. Juni 1637 in Dresden), ⚭ II. am 20. November 1642 mit Dr. theol. und Prof. pub. in Leipzig Daniel Heinrici (* 5. April 1615 in Chemnitz; † 15. März 1666 in Leipzig)
- Johann Strauch (* 1619 in Dresden; † 23(22). Juli 1689[16] in Wittenberg), Sommersemester 1623 Uni. Leipzig (deponiert)[17], 27. Mai 1638 Uni. Wittenberg[18], 26. April 1642 Mag. phil. ebd., 3. Mai 1655 Dr. med. Uni. Leipzig, Arzt in Leipzig u. Dresden, 2. Dezember 1564 Prof. med. (Anatomie und Botanik) Uni. Wittenberg[19], Wintersemester 1665, 1671, 1677 & 1583 Rektor ebd., ⚭ am 18. September 1655 in Wittenberg mit Katharina Elisabeth Leyser (* 22. Oktober 1630 in Wittenberg; † 24. Januar 1697 ebd.), Tochter des Wilhelm Leyser und der Regina Tüntzel
- Samuel Strauch (* 8. Juni 1621 in Dresden; † 29. Juli 1680 ebd.) Kreuzschule Dresden bei den Rektoren Georgius Hauptmann und Mag. Johannes Bohemus, 18. Juli 1640 Uni. Wittenberg,[20] 25. April 1644 Mag. phil. ebd., (voc. 30. Juli) 4. Oktober 1646 Pfarrer Prettin bei Wittenberg und Adjunkt des Superintendenten in Jessen, (voc. 29. April) 1650 Pfr. St. Annen Dresden, bgr. 31. Juli 1680,[21] ⚭ 26. Februar 1645 in Magdeburg mit Anna Magdalena Dauthe (* 25. November 1622 in Magdeburg; † 9. Februar 1674 in Dresden)[22][23], die Tochter Bürgermeisters in Magdeburg, Dr. jur. Johann Dauth (* 1581 in Ochsenfurt; † 23. Februar 1634 in Celle)[24] und der Anna Lutherod (* 26. Januar 1602 in Magdeburg; † 25. November 1667 in Wittenberg)[25]
- David Strauch (* Dresden) 8. Juli 1643 Uni. Wittenberg, 25. April 1648 Mag. phil. ebd.[26], Stud. theol.
- Christian Strauch (* 6. Juli 1625 in Dresden; † 6. Juni 1648 ebd.)[27]
- Sophia Strauch ⚭ 1649 mit dem Juristen und Bergrat in Dresden, Dr. jur. Johann Alemann (* 4. März 1618 in Dresden; † 7. Oktober 1688 ebd.)
- Maria Magdalena Strauch ⚭ 24. Dezember 1636 mit dem Oberkonsistorialrat in Dresden, Dr. jur., Friedrich Tüntzel (* 30. August 1603 in Leipzig; † 27. Januar 1655 in Dresden)[28]
- Maria Gertraud Strauch ⚭ 21. September 1641 kurf. sächs. Münzmeister (ab 7. Mai 1640) in Dresden Constantin Rothe (auch: Roth; * 16. September 1600 in Freiberg; † 6. Juni 1678 in Dresden (Freiberg))[29]
- Anna Barbara Strauch (* 20. August 1627 in Dresden; † 24. April 1673 in Wittenberg)[30], ⚭ 7. April 1646 mit Konrad Viktor Schneider (* 18. September 1614 in Bitterfeld; † 10. August 1680 in Wittenberg)[31] Prof. med. in Wittenberg

## Werkauswahl
Strauch verfasste einige Disputationen und Leichenpredigten, die im Druck erschienen. Seine Werke sind unter anderen:
- Disputationis II. De Anima Hominis Qvoad Essentiam : Theses. Praeside: Tobias Tandler. Wittenberg, 1601 (Digitalisat)
- Disputatio De Persona Domini Nostri Jesu Christi, …. Praeside: Wolfgang Franz. Wittenberg, 1605 (Digitalisat)
- De invocatione sanctorum. Praeside: Friedrich Balduin. Wittenberg, 1606
- Disputatio De Scientiae Naturalis Constitutione. Resp. Georg Albert Kregelmeier[32]. Wittenberg, 1606 (Digitalisat)
- Disputatio Physica, De tribus Rerum Naturalium Principiis, Materia, Forma, & Privatione. Resp. Sigismund Stephani[33]. Wittenberg, 1606 (Digitalisat)
- Physica Specialis : Duodecim Disputationum Aphorismis Comprehensa, Et in Inclyta Witebergensi Academia examinata & discusa. Wittenberg, 1606 (Digitalisat), enthält:
  - Physicae Specialis Disputatio I. De Mundo & Coelo. Resp. Johann Landgraf[34]. Wittenberg, 1606 (Digitalisat)
  - Physicae Specialis Disputatio II. De Elementis. Resp. Nicolaus Firnekranz[35]. Wittenberg, 1606 (Digitalisat)
  - Physicae Specialis Disputatio III. De Qualitatibus primis, secundis & occultis. Resp. Johann Wilcover[36]. Wittenberg, 1606 (Digitalisat)
  - Physicae Specialis Disputatio IV. De Contactu, Actione Et Passione Elementorum. Resp. Georg Müller[37]. Wittenberg, 1606 (Digitalisat)
  - Physicae Specialis Disputatio V. De Mixtione, Temperamentis Et Putredine. Resp. Johann Ringlin[38]. Wittenberg, 1606 (Digitalisat)
  - Physicae Specialis Disputatio VI. De Meteoris Ignitis. Resp. Eustachius Scharnhorst[39]. Wittenberg, 1606 (Digitalisat)
  - Physicae Specialis Disputatio VII. De Meteoris Aqueis In Media Et infima aëris Regionibus productis. Resp. Martin Vierthaler[40]. Wittenberg, 1606 (Digitalisat)
  - Physicae Specialis Disputatio IIX. De Meteoris Aqueis Interra Genitis, Mixtis & Apparentibus. Resp. Johann Dorn[41]. Wittenberg, 1606 (Digitalisat)
  - Physicae Specialis Disputatio IX. De Anima Vegetante. Resp. Nikolaus Firnekranz[42]. Wittenberg, 1606 (Digitalisat)
  - Physicae Specialis Disputatio X. De Qunique Sensibus Exterioribus, Visu, Auditu, Olfactu, Gusto, Tactu. Resp. Nicolaus Nicolai[43]. Wittenberg, 1606 (Digitalisat)
  - Physicae Specialis Disputatio XI. De Sensibus Internis, & Affectionibus Sensuum Somno & Vigilia. Resp. Tobias Reinhard[44]. Wittenberg, 1606 (Digitalisat)
  - Physicae Specialis Disputatio XII. & ultima. De Animae Rationalis Immortalitate origine & facultatibus. Resp. Johannes Strauch. Wittenberg, 1606 (Digitalisat)

- Disputatio Metaphysica De Potentia Activa. Resp. Friedrich Faber[45]. Wittenberg, 1607 (Digitalisat)
- Disputatio Metaphysica De Actu. Resp. Johann Wikover[46]. Wittenberg, 1607 (Digitalisat)
- Disput. Logicarum dodecas. Wittenberg 1607
- Auspiciis Sacrosanctae Et Individuae Trinitatis, Illustrium Quaestionum Ethicarum, Centuria Prior, In qua de ultimo fine hominis, Virtute morali in genere, ut & Pietate, Fortitudine, Temperantia & Liberalitate in specie, tam rationibus, quam autoritatibus disseritur. Wittenberg, 1607, Bd. 1 (Digitalisat) enthält:
  - Auspiciis Sacrosanctae Et Individuae Trinitatis, Illustrium Quaestionum Ethicarum, centvriae Prioris. Decas Prima. Resp. Tobias Reinhardt. Wittenberg, 1606 (Digitalisat)
  - Auspiciis Sacrosanctae Et Individuae Trinitatis, Illustrium Quaestionum Ethicarum, centvriae Prioris. Decas Secunda. Resp. Johannes Wilkofer. Wittenberg, 1606 (Digitalisat)
  - Auspiciis Sacrosanctae Et Individuae Trinitatis, Illustrium Quaestionum Ethicarum, centvriae Prioris. Decas Tertia. Resp. Michael Popp[47]. Wittenberg, 1606 (Digitalisat)
  - Auspiciis Sacrosanctae Et Individuae Trinitatis, Illustrium Quaestionum Ethicarum, centvriae Prioris. Decas Quarta. Resp. Heinrich Julius Strubius[48]. Wittenberg, 1606 (Digitalisat)
  - Auspiciis Sacrosanctae Et Individuae Trinitatis, Illustrium Quaestionum Ethicarum, centvriae Prioris. Decas Quinta. Resp. Matthias Georgii[49]. Wittenberg, 1606 (Digitalisat)
  - Auspiciis Sacrosanctae Et Individuae Trinitatis, Illustrium Quaestionum Ethicarum, centvriae Prioris. Decas Sexta. Resp. Claudius Plumius[50]. Wittenberg, 1606 (Digitalisat)
  - Auspiciis Sacrosanctae Et Individuae Trinitatis, Illustrium Quaestionum Ethicarum, centvriae Prioris. Decas Octavo. Resp. Zacharias Schubert[51]. Wittenberg, 1607 (Digitalisat)
  - Auspiciis Sacrosanctae Et Individuae Trinitatis, Illustrium Quaestionum Ethicarum, centvriae Prioris. Decas Nona. Resp. Johannes Knoffius[52], Wittenberg, 1607 (Digitalisat)

- Auspiciis Sacrosanctae Et Individuae Trinitatis, Illustrium Quaestionum Ethicarum, Centuria … : In qua de ultimo fine hominis, Virtute morali in genere, ut & Pietate, Fortitudine, Temperantia & Liberalitate in specie, tam rationibus, quam autoritatibus disseritur. Wittenberg, 1608, Bd. 2 (Digitalisat), enthält:
  - Auspiciis Sacrosanctae Et Individuae Trinitatis, Illustrium Quaestionum Ethicarum, Decas Prima. Resp. Balthasar Beck[53]. Wittenberg, 1607 (Digitalisat)
  - Auspiciis Sacrosanctae Et Individuae Trinitatis, Illustrium Quaestionum Ethicarum, Decas Secunda. Resp. Samuel Turingus[54]. Wittenberg, 1607 (Digitalisat)
  - Auspiciis Sacrosanctae Et Individuae Trinitatis, Illustrium Quaestionum Ethicarum, Decas Tertia. Resp. Gottfried Scholtz[55]. Wittenberg, 1607 (Digitalisat)
  - Auspiciis Sacrosanctae Et Individuae Trinitatis, Illustrium Quaestionum Ethicarum, Decas Qvarta. Resp. Theodor von Seidlitz[56]. Wittenberg, 1607 (Digitalisat)
  - Auspiciis Sacrosanctae Et Individuae Trinitatis, Illustrium Quaestionum Ethicarum, Decas Qvinta. Resp. Heinrich a Geisler[57]. Wittenberg, 1607 (Digitalisat)
  - Auspiciis Sacrosanctae Et Individuae Trinitatis, Illustrium Quaestionum Ethicarum, Decas Sexta. Resp. Sigismund Ditlenius[58]. Wittenberg, 1607 (Digitalisat)
  - Auspiciis Sacrosanctae Et Individuae Trinitatis, Illustrium Quaestionum Ethicarum, Decas Septima. Resp. Johannes Schilterus[59]. Wittenberg, 1607 (Digitalisat)
  - Auspiciis Sacrosanctae Et Individuae Trinitatis, Illustrium Quaestionum Ethicarum, Decas Octava. Resp. Theodorus ab Oeseden[60]. Wittenberg, 1607 (Digitalisat)
  - Auspiciis Sacrosanctae Et Individuae Trinitatis, Illustrium Quaestionum Ethicarum, Decas Nona. Resp. Sebastian Carolus[61]. Wittenberg, 1608 (Digitalisat)
  - Auspiciis Sacrosanctae Et Individuae Trinitatis, Illustrium Quaestionum Ethicarum, Decas Decima. Resp. Conrad von Niemitz[62]. Wittenberg, 1608 (Digitalisat)

- Auspiciis Sacrosanctae Et Individuae Trinitatis: Enneas Quaestionum Physicarum. Resp. Paul Gesner[63]. Wittenberg, 1608 (Digitalisat)
- Auspiciis Sacrosanctae Et Individuae Trinitatis, Quaestionum Metaphysicarum Decas. Resp. Samuel Stangius[64]. Wittenberg, 1608 (Digitalisat)
- Auspiciis Sacrosanctae Et Individuae Trinitatis, Disputatio Physica De Terrae Motu, ex 2. Meteor. cap. 7 & 8. Resp. Christoph Schneider[65]. Wittenberg, 1608 (Digitalisat)
- Auspiciis Sacrosanctae Et Individuae Trinitatis: Enneas Quaestionum Physicarum. Resp. Paul Gesner. Wittenberg, 1608 (Digitalisat)
- Avspiciis Sacrosanctae Et Individuae Trinitatis, Disputationum Nona De Syllogismo Topico. Resp. Johann Schilter. Wittenberg, 1608 (Digitalisat)
- Exercitationum Logicarum Secunda, De Natura Et Essentia Logices. Resp. Georg Vitus[66]. Wittenberg, 1608 (Digitalisat)

- Theoremata Tria Theologica Ex aureo illo Johannis Baptistae de Christo oraculo: Joh. 1, 29. Ecce, Agnus Ille Dei, Qui Tollit Peccatum Mundi. Präside: Leonhard Hutter. Wittenberg, 1609 (Digitalisat)

- Christliche Leichpredigt : Bey dem Begräbnuß Deß Weiland/ Edlen/ Gestrengen und Ehrnvesten Georgen von Truchseß/ auff Nawendorff. Wittenberg, 1610 (Digitalisat)[67]

- Christliche Leichpredigt : Bey dem Volckreichen Begräbnuß/ Deß … Herrn/ Andreae Wendts/ wolverdienten Bürgemeisters zu Oschatz. Wittenberg, 1611 (Digitalisat)[68]

- Eine Christliche Leichpredigt : Bey dem Begräbniß/ Des … Wolff von Obschelwitz/ auff Glesien. Wittenberg, 1612 (Digitalisat)[69]

- Christliche Leichpredigt/ Bey dem Begräbnus Der … Frawen Annen/ gebornen von Obschelwitz/ vom Hause Kleindolzig/ Des … Christoff von Hanffstengel … hinderlassener Wittwen. Wittenberg, 1616 (Digitalisat)[70]
- Christliche Leichpredigt, bey dem Begräbnüß, Der erbarn und Tugendsamen Frawen Evae, Des … Herren M. Iohannis Reisigers … . Dresden, 1616 (Digitalisat)[71]

- Eine Christliche Leichpredigt / Bey dem Volckreichen Leichenbegengnüß / Der … Frawen Ursulae, Des … Herrn Josephi Avenarii, Beyder Rechten Doctoris, Churfürstlichen Sächsischen Hof- und OberConsistorial Raths / Ehelichen Haußfrawen. Leipzig, 1617 (Digitalisat).[72]
- Christliche Leichpredigt / Bey dem Begräbnüß / Des … M. Pauli Reichen / Der Kirchen zum heiligen Creutz in Dreßden Diaconi. Freiberg, 1617 (Digitalisat).[73]
- Eine Christliche Leichpredigt / Bey dem Begräbnüs Der Erbarn und Vielehrentugendsamen/ Frawen Magdalenae, Des … Hieronymi Krawieders … hinerlassener Witwen. Dresden, 1617 (Digitalisat).[74]
- Christliche Leichpredigt : Bey dem Begräbnüß / Der Erbaren und Vieltugendreichen Frawen Sibyllen / Des weyland Ehrenvesten und Hochgeachten Herrn Matthias Hanitzschens / Churfürstlichen Sächsischen gewesenen LandRentmeisters / seliger gedechtnüß / hinderlassener Widwen / Und: Ihrer beyder seligen / hinderlassener Tochter / Der Erbaren und Tugendsamen Jungfrawen Marien Magdalenen. Freiberg, 1617 (Digitalisat).[75]

- Vier Christliche Predigten/ Von dem durch D. Martinum Lutherum, S. verrichtetem hohem ReformationWerck. Freiberg 1618 (Digitalisat)
- Eine Christliche Leichpredigt : Bey dem Volckreichen Begräbnüs Des Weyland Ehrnvesten und Wohlweisen/ Herrn Christoff Friedehelms/ Seligen/ gewesenen Rathsverwandten und Handelsmannes in Dreßden. Dresden, 1618 (Digitalisat)[76]
- Christliche Leichpredigt/ Zu Dreßden/ in der Kirchen zur Lieben Frawen/ am 2. Septembris, dieses 1618. Jahres/ Als der Edlen … Frawen Ursulen/ Gebornen von Carlewitz/ Des … Herren Hansen Wolffens von Schönberg/ auff Pulßnitz … Seliger Gedechtnüß/ hinderlassener Widwen Leichnam alldar erhoben/ und naher Pulßnitz/ zu seinem Ruhe-Bettlein/ geführet worden. Freiberg 1618 (Digitalisat)[77]
- Christliche Leichpredigt : Bey dem Begräbnüß/ Des Ehrenwolgeachten und Kunstreichen/ Herrn Georg Lufften/ Churfürstlichen Sächsischen gewesenen Trommeters/ und Bürgers zu Dreßden. Freiberg, 1618 (Digitalisat)[78]
- Zwo Christliche Predigten. Bey zweyen Leichbegängnüssen : Eine Des … Balthasar Jentzschens/ gewesenen Bürgers in Dreßden/ welcher am 13. Octob. des 1616. Jahrs … entschlaffen … Die Ander. Desselben hinderlassener Widwen … Magdalenen/ welche am 19. Decemb. des 1617. Jahrs … entschafen … . Dresden, 1618 (Digitalisat)[79]
- Gründliche Ableinung Der Bäpstischen Irrthumen/ Mit denen H. Johann Salmuth/ Calvinischer Prediger zu Amberg/ in seinen JubelfestsPredigten/ die Evangelische Kirchen/ und H. Lutherum zur höchsten ungebühr beschmitzet hat. Leipzig, 1618 (Digitalisat)
- Christliche Leichpredigt bey dem Begräbnüs der … Frawen Barbarae, des … Caspari Peißkers … Haußfrawen … . Dresden, 1618 (Digitalisat)[80]

- Christliche Leichpredigt/ Bey dem Begräbnüß/ Des Ehrwürdigen und Wolgelarten Herrn Henrici Mittelstadts/ Der Kirchen/ zum heiligen Creutz/ in Dreßden Diaconi. Freiberg, 1619 (Digitalisat)[81]
- Christliche Leichpredigt/ : Bey dem Begräbnis des Ehrenwolgeachten und Kunstreichen Herrn Johannis Faselten/ Churfürstlichen Sächsischen fürnehmen Contrafecters und Hoffmahlers. Freiberg, 1619 (Digitalisat)[82]
- Christliche Leichpredigt / Bey dem Begräbnüß / Der … Frawen / Annen / Des … Herren Balthasar Plennagels / Churfürstlichen Sächs. Einspenniger Leutenambts / gewesener Ehelicher Haußfrawen. Freiberg, 1619 (Digitalisat)[83]
- Miles Christianus : Christliche Leichpredigt / Bey dem Begräbnüß / Des … Centurien Pflugens / Auff Gerßdorff / Churfürstlichen Sächsischen KriegsObristen / und Häuptmans zu Nossen / seliger gedechtnüß. Leipzig, 1619 (Digitalisat)[84]
- Christliche Leichpredigt : Bey dem Begräbnüß / Der Erbaren und Tugendreichen Frawen Justinen / Des Ehrenvehsten und Wolgeachten Herren Caspar Zeissens / Churfürstlichen Sächsischen/ zun Renterey und SteyerSachen / wolverordneten Secretarii, gewesener Ehelicher Haußfrawen. Freiberg, 1619 (Digitalisat)[85]
- Christliche Leichpredigt : Bey dem Begräbnüß / Der Erbaren/ und Tugendreichen Frawen / Reginen, Des Erbarn / und Ehrenwolgeachten / Herrn Christoff Schallers / Bürgers / und Schiffhändlers zu Dreßden / gewesener Ehelichen HaußFrawen. Freiberg, 1619 (Digitalisat)[86]
- Christliche Leichpredigt : Bey dem Begräbnüsz/ Der Erbaren/ und Tugendsamen/ Frawen Elisabeth, Des Erbarn/ und Ehrenwolgeachten/ Herrn Johan-Caspar Curiens/ Bürgers zu Dreßden/ gewesener Ehelicher HaußFrawen. Freiberg, 1619 (Digitalisat)[87]
- Christliche Leichpredigt bey dem Begräbnüß der … Magdalenen … Johannis Ketterleins … Steuerverwandtens … Haußfrawen … . Freiberg, 1619 (Digitalisat)[88]
- Christliche Leichpredigt bey dem Begräbnüß der erbaren und tugendreichen Frawen Blandinen des ehrenwolgeachten und kunstreichen Herren Michael Ayrers … . Freiberg, 1619 (Digitalisat)[89]

- Christliche Leichpredigt/ Bey dem Begräbnüß/ Der … Frawen/ Magdalenae, Des … Herrn Ambrosij Günthers/ Churfürstlichen Sächsischen bestalten Dieners/ und Rathsverwanten zu Dreßden/ gewesener Ehelicher Haußfrawen. Dresden, 1620 (Digitalisat)[90]
- Christliche Leichpredigt : Bey dem Begräbnüß/ Des … Christoff Letzers/ Bürgers und Handelsmans zu Dreßden. Dresden, 1620 (Digitalisat)[91]
- Christliche Leichpredigt/ Bey dem Begräbnüß/ Des … Herrn Alexandri Fabri, Beyder Rechten Doctoris … Seligen Töchterleins/ Barbarae. Dresden, 1620 (Digitalisat)[92]
- Christliche Leichpredigt bey dem Begräbnüß des Frl. Margarethen von Schleinitz. Dresden, 1620 (Digitalisat)[93]
- Christliche Leichpredigt/ Bey dem Begräbnüß/ Des … Michael Reissens, Churfürstlichen Sächsischen Feldzeug-LeutenAmbts. Dresden, 1620 (Digitalisat)[94]
- Christliche Leichpredigt, bey dem Begräbnüß, des … Christoffen von Loß gehalten. Dresden, 1620 (Digitalisat)[95]

- Christliche Leichpredigt/ Bey dem Begräbnüß Des … Johannis Wincklers, Der Kirchen zum Heiligen Creutz/ in Dreßden/ Diaconi. Dresden, 1621 (Digitalisat)[96]
- Christliche Leichpredigt. Bey dem Begräbnuß Des … Herrn Johannis Teuchers Churfürstlichen/ Sächsischen Lehn: und Gerichts Secretarii zu Dreßden. Dresden, 1621 (Digitalisat)[97]
- Christliche Leichpredigt/ Bey dem Begräbnüß Des … Marci Rölings/ Weyland Churfürstlichen Sächsischen Cammermeisters. Dresden, 1621 (Digitalisat)[98]
- Christliche Leichpredigt. Bey dem Volckreichen Begräbnüß/ Der … Frawen Ursulae, Des … Herrn Valentini Schäfers/ Bürgers/ und Handelsmannes zu Dreßden gewesener Ehelicher Haußfrawen. Dresden, 1621 (Digitalisat)[99]
- Christliche Leichpredigt : Bey dem Begräbnüß Des … Herrn/ Georg Pflugens/ des Eltern/ Auff Posterstein/ und Volmerßhayn/ Churfürstlichen Sächsischen Cammer- und BergkRaths. Dresden, 1621 (Digitalisat)[100]
- Christliche Leichpredigt. Bey dem Begräbnuß Der … Frawen Annae-Mariae, Des … Herrn Johann Kögelers/ Philosophiae, & Medicinae Doctoris Practici zu Dreßden/ gewesener Ehelicher Haußfrawen. Dresden, 1621 (Digitalisat)[101]

- Christliche Leichpredigt/ Bey dem Begrebnues Des … Wolffgang von Rabiel/ auff Pouch und Tieffensee/ Churfuerstlichen Saechssischen gewesenen Cam[m]er- und BergkRaths … Soehnleins/ Wolffgang Rudolffens. Dresden, 1622 (Digitalisat)[102]
- Christliche Leichpredigt/ Bey dem Begängnüß Des … Wolffgang/ Grafen und Herrn zu Mansfeld/ Edlen Herrn zu Heldrungen/ Ritters/ Churfürstlichen/ Sächssischen bestalten General Leutenamts/ und der Hertzogthümer in Ober- und NiderSchlesien General Feld Obristen/ Jungen Frewleins. Dresden, 1622 (Digitalisat)[103]
- Christliche Leichpredigt/ Bey dem Begräbnüs Der Erbaren/ und viel-Ehrentugendreichen/ Frawen Marthen/ Des … Herrn Cunrad Schefers/ Bürgermeisters/ und fürnemen Handelßmannes zu Dreßden/ ehelicher Haußfrawen. Dresden, 1622 (Digitalisat)[104]
- Christliche Leichpredigt, Bey abführung des Adelichen Leichnams, Des … Rudolffen von Bünaw, auff Wesen- und Planckenstein. Dresden, 1622 (Digitalisat)[105]

- Christliche Leichpredigt/ Bey dem Begräbnüß Des … Herrn M. Balthasar Meißners/ Stadtpredigers zu Dreßden. Dresden, 1624 (Digitalisat)[106]
- Christliche Leichpredigt/ Bey dem Begräbnüs Des … Herrn Ambrosii Gunthers, Churfürstlichen/ Sächssischen Cammerdieners/ und Rathsverwandten zu Dreßden. Dresden, 1624 (Digitalisat)[107]
- Christliche Leichpredigt/ Bey dem Begräbnüs Des WolEdlen/ Gestrengen/ und Vesten Herrn/ Ludwich Von Taube, auff Paiack/ und Finn/ Churfürstlichen Sächssischen Cammer-Junckers. Dresden, 1624 (Digitalisat)[108]

- Christliche Leichpredigt/ Bey dem Begräbnüs Der Erbaren/ und Tugendreichen/ Frawen Rosinen/ Des … Herrn Urbani Marckerdts … gewesener Ehelicher Haußfrawen. Dresden, 1625 (Digitalisat)[109]

- Christliche Leichpredigt/ Bey dem Begräbnüs Der weiland WolEdlen/ Viel-Ehrentugendreichen Jungfrawen Annen Marien/ geborner von Körbitz. Des … Herrn Johan Caspar von Körbitz … Eheleiblicher Tochter. Dresden, 1627 (Digitalisat)[110]
- Christliche Leichpredigt/ Bey dem Begräbnüs Der weiland WolEdlen/ und Viel Ehrentugendreichen Frawen Marien/ geborner von Loß/ aus dem Hause Pilnitz/ Des … Herrn Johan Caspar von Körbitz … Ehelicher Haußfrawen. Dresden, 1627 (Digitalisat)[111]

- Christliche Leichpredigt/ Bey dem Begräbnüs Deß Ehrnvesten/ und Wohlweisen/ Herrn Johann Klugens/ Rathsverwadten/ und Handelsmannes in Dreßden. Dresden, 1629 (Digitalisat)[112]
- Christliche Leichpredigt/ Bey dem Begräbnüs Der … Frawen Annen/ Des … Herrn Jacobi Beckens/ Churfürstlichen/ Sächßischen wolverordneten Lehn- und Gerichts-Secretarii zu Dreßden/ Ehelicher Haußfrawen. Dresden, 1629 (Digitalisat)[113]
- Christliche Leichpredigt/ Bey dem Begräbnüß Der … Frawen Margariten, Des … Herrn Stephani Mauls/ verordneten StadtRichters/ und Rathsverwandten zu Dreßden/ Ehelicher Haußfrawen … . Dresden, 1629 (Digitalisat)[114]
- Christliche Leichpredigt bey dem Begräbnis der Frawen Gertraud, des … Nicolai Helffrichs … Haußfrauen. Leipzig, 1629 (Digitalisat)[115]

- Christliche Leichpredigt : Bey dem Begräbnüß Des … Laurentii Hoffmans/ der Artzney fürnehmen Doctoris, Comitis Palatini Caesarei, und Churfürstl. Durchl. zu Sachsen wolverordneten Leib Medici. Halle (Saale), 1631 (Digitalisat)[116]

- Christliche Leichpredigt/ Bey bestattung des/ weyland/ Ehrenvesten/ und Ehrenwolgeachten/ Herrn Friderich Raschkens/ Churfürstlichen/ Sächsischen wolverordneten Verwalters zum Zadel. Dresden 1635 (Digitalisat)[117]

- Christliche Leichpredigt/ Bey Bestattung des … Nicol Gebhard von Miltitz/ Auff Burckersdorff … fürnehmen geheimbden Rahts/ seligen. Dresden, 1636 (Digitalisat)[118]
- Christliche Leichpredigt/ Bey bestattung/ Des … Johann Melchior von Schwalbach/ Ritters/ Burgkmannes zu Giessen … . Dresden, 1636 (Digitalisat)[119]
- Christliche Leichpredigt : Bey bestattung der … Jungfrawen Agnes Geborner von Schwalbach. Dresden, 1636 (Digitalisat)[120]
- Christliche Leichpredigt/ Bey abführung des Leichnams eines Adelichen Jünglings/ Ludwich Henrich von Taube/ Seligen. Dresden, 1636 (Digitalisat)[121]

- Christliche Leichpredigt/ Bey Bestattung Des/ weiland/ HochEdlen/ und Gestrengen Herren/ Hanß Caspar von Körbitz/ auff Schmiedeberg/ Haußdorff/ und Zöllwitz/ Churfürstlicher Durchl. zu Sachsen … Hoffmeisters/ und OberEinnehmers der Churfürstlichen Land- und Tranck-Stewer/ Seligen. Dresden, 1640 (Digitalisat)[122]